# Caloptilia striata
Caloptilia striata là một loài bướm đêm thuộc họ Gracillariidae. Nó được tìm thấy ở Trung Quốc (Jiangxi).